# لوري ويب
لوري ويب (بالإنجليزية: Laurie Webb)‏ هي مغنية وكاتبة غنائية أمريكية، ولدت في 15 أكتوبر 1964.

## وصلات خارجية
- لوري ويب على موقع ميوزك برينز (الإنجليزية)
- لوري ويب على موقع ديسكوغز (الإنجليزية)